# BSC Old Boys
El Basel Sport Club Old Boys es un equipo de fútbol de Suiza que juega en la 2. Liga Interregional, quinta división de fútbol en el país.

## Historia
Fue fundado en el año 1894 en la ciudad de Basilea con el nombre FC Old Boys Basel, cambiando a su nombre actual a inicios del siglo XX. El club cuenta con secciones en deportes como natación, atletismo y tenis, pero es más conocido por su sección de fútbol.
A finales del siglo XIX e inicios del siglo XX el club llegó a ganar tres subcampeonatos de la Nationalliga A, pero el club descendió del fútbol profesional en 1932. Pasaron varias décadas para que el club dejara el fútbol aficionado y en 1987 logra el ascenso a la Nationalliga B, mismo año en el que sus rivales locales del FC Basel descendieran de la Nationalliga A, logrando que ambos equipos se enfrentaran entre sí luego de varios años. En la temporada 1995/96 descienden de categoría nuevamente.

## Entrenadores

### Entrenadores destacados
- Massimo Ceccaroni